# Fratelli Pizarro
I fratelli Pizarro furono quattro conquistadores spagnoli giunti in Perù nel 1532.
Si trattava di:
- Francisco Pizarro (m. 1541)
- Gonzalo Pizarro (m. 1548)
- Juan Pizarro (m. 1536)
- Hernando Pizarro (m. 1578)

Tutti loro giocarono un ruolo importante nella conquista (1531-38) e nel governo del Perù. Dopo la morte del governatore Francisco, le loro pretese furono praticamente ignorate. Juan morì durante l'assedio di Cuzco (lungo un mese) e Hernando fu inviato in Spagna ed imprigionato nel 1540, dopo essere stato accusato di corruzione e di evasione fiscale all'interno dell'amministrazione Pizarro. Dopo l'omicidio di Francisco nel 1541, il potere fu usurpato da Cristóbal Vaca de Castro come nuovo governatore della "Nuova Castiglia". Nel 1544 il re di Spagna, lo stesso che aveva concesso a Francisco il governatorato nel 1528, inviò Blasco Núñez Vela come viceré del Perù. Blasco imprigionò Castro ma, lo stesso anno, fu detronizzato ed ucciso da Gonzalo Pizarro, che aveva raccolto i propri sostenitori e conquistato buona parte del Perù. Quando il successore di Blasco, Pedro de la Gasca, sconfisse e fece giustiziare Gonzalo nel 1548, il regno dei fratelli Pizarro giunse alla sua conclusione.
| Controllo di autorità | VIAF (EN) 42633313 · CERL cnp00587173 · GND (DE) 118742841 |